# Miss Brewster's Millions
Miss Brewster's Millions (Brasil: Os Milhões de Polly / Portugal: Os Milhões de Paulina) é um filme de comédia mudo de 1926, produzido pela Famous Players-Lasky e distribuído por Paramount Pictures. Foi dirigido por Clarence G. Badger e estrelado por Bebe Daniels.   Foi baseado no romance homônimo de George Barr McCutcheon e uma peça de Winchell Smith e Byron Ongley, que também foi a base para o filme de 1921, com Roscoe Arbuckle.
É um filme perdido.

## Elenco
- Bebe Daniels - Polly Brewster
- Warner Baxter - Thomas B. Hancock Jr.
- Ford Sterling - Ned Brewster
- George Beranger - Sr. Brent
- Miss Beresford - Landlady